# Светски дан борбе против рака
Светски дан борбе против рака је кампања покренута на глобалниом нивоу, од стране Светске здравствене организације и Међународне уније за борбу против рака, којом се жели укаазати на значај подизања свести о болестима од рака, њиховој правовременој превенцији, дијагнози и лечењу. Према предлогу оснивача овај дан се обележава 4. фебруара сваке године, са циљем да се мотивишу заједнице и појединци, да подрже мера, које се полуларишу у оквиру овог дана, а које треба да резултују већом стопом преживљавања оболелих од рака.
Ако се има у виду да тренутно, 8,2 милиона људи, сваке године, умире од рака широм света, од чега 4 милиона људи умре прерано (у периоду од 30 до 69 година), а сам у Србији се дијагностикује око 36.000 нових случајева рака и више од 20.000 особа умре, онда постаје јасно зашто је покренута једна оваква кампања, која треба да спречи милионе смрти широм света подизањем свести, едукацијом, утицајем влада и појединаца.

## Историја
Светски дан борбе против рака (4. фебруар), као међународни дан усвојен је на Светском самиту за борбу против рака, организованом под покровитељством председника Француске и генералног директора УНЕСКО-а у фебруару 2000. године у Паризу. На састанку је усвојена „Париске повеља”, према којој су владе земаља потписнице споразума, прихватиле обавезу да буду максимално посвећене стварању програма за превенцију и лечење рака.
Од 2005. године, Дан борбе против рака организује се и под покровитељством Међународне уније за борбу против рака (УИЦЦ) - невладине организације са седиштем у Женеви.
Као што рак утиче на све на различите начине тако и сви људи имају моћ да предузму различите активности како би се смањио утицај који рак има на појединце, породице и заједнице, из чега је произашао и један је од главних циљева увођења ове кампање.

## Општа разматрања
Скоро свака породица на свету је угрожена раком, који је у 21. веку одговоран за готово сваки шести смртни случај на глобалном нивоу. У том циљу обележавањем Светског дана борбе против рака (4. фебруар) СЗО жели да укаже на то да рак више не мора бити „смртна казна”, јер постоји капацитети да се смањи тежина овог проблема и побољша опстанак и квалитет живота људи који живе са овом болешћу.
Према ставу др Етијена Крига, директор у Department for Management of Noncommunicable Diseases, Disability, Violence and Injury Prevention СЗО, све земље могу учинити више за спречавање и лечење рака, јер знамо његове главне узроке. Многи случајеви се могу избећи ако се они збрињавају на првом месту, на прави начин, и каже:
| „ | Јачањем одговора здравственог система, можемо осигурати ранију дијагнозу и бољи приступ и приступачном третману од стране квалификованог особља, чиме ћемо спасити милионе живота. | ” |

У том циљу у мају 2017. државе чланице СЗО су се окупиле око приоритетних акција како би осигурале заштиту од рака за све. Оне су тога дана усвојиле Резолуцију Светске здравствене скупштине ВХА А70 / А / ЦОНФ. / 9 под називом "Превенција и контрола рака у контексту интегрисаног приступа" којом су постављене смернице за реализацију потенцијала за превенцију, рану дијагнозу, хитан третман и палијативну бригу за људе оболеле од рак.
Од усвајања ове резолуције, државе чланице предузимају акције на свом препоруке. Владе доносе стратегије за смањење ризика засноване на доказима, као што су наметање већих пореза на дуван и алкохол, промовисање здраве дијете и физичке активности и заговарање приступа ХПВ вакцинацији. 

## Циљеви
Полазећи од препорука СЗО Светски дан борбе против рака има следеће циљеве:
- Да укаже да се око 30-50% случајева оболелих рака може се спречити ако се политика СЗО максимално примјењују.
- Да је потребно убрзано деловање ако се желе постићи глобални циљеви смањења прераног морталитета од рака
- Да се што пре и више осигура универзална здравствена заштита у свим земљама света.
- Да је неопходан клинички третман рака у раној фази, јер се и дан данас многи случајеви рака дијагностикују касно - то значи да је теже и успешно третирати рак.
- Стављање нагласка на јачање здравствених система како би се осигурала рана дијагноза и доступна, висококвалитетна брига за пацијенте.
- Да се правовременим откривање рака значајно смањује финансијски утицај рака: јер не само да је трошак лечења много мањи у раним стадијумима рака, јер и оболели људи такође могу наставити да раде и подржавају своје породице и себе, и тако могу да приступе ефикасном и правовременом третману.

## Резултати
Од обележавања првог Светски дан борбе против рака 2001. године, Светска федерација за срце и њене чланице могу да се похвале извесним напретком у борби против ове тешке болести. 
У првих десетак година 21. века, сведоци смо бројних открића у медицинским наукама и здравству, што је значајно допринело очувању на милионе живота у највећем броју земаља света. Зато се из годину у годину све већи број здравствених радника, послодаваца и појединаца одазива и укључује у ову акцију.

## Неки од слогана Светског дан борбе против рак
У великом броју случајева, малигне болести су излечиве, ако се правовремено открију.
Ако редовно посећујете изабраног доктора, дајете себи шансу да будете бржи од болести.
Редовни прегледи су најбоља заштита!